# Paradaemonia nycteris
Paradaemonia nycteris is een vlinder uit de familie nachtpauwogen (Saturniidae), onderfamilie Arsenurinae.
De wetenschappelijke naam van de soort is voor het eerst geldig gepubliceerd door Jordan in 1922.